# Cseng Pej-pej
Cseng Pej-pej (Cheng Pei-pei) (egyszerűsített kínai: 郑佩佩; hagyományos kínai: 鄭佩佩, Sanghaj, 1946. január 6. – San Francisco, 2024. július 17.) kínai színésznő. Számos filmben alakította profi kardforgató harcosok szerepeit az 1960-as évektől. Más használatos névformája: Pei-pei Cheng.

## Életpályája
Cseng Pej-pej (Cheng Pei-pei) Sanghajban született, 14 éves korában került Hongkongba. Középiskolát, balettiskolát végzett, majd csatlakozott a Shaw testvérek művészeti iskolájához, ami jó ugródeszka volt, hogy színésznőként később a Shaw testvérekkel dolgozhasson. Első filmszerepe egy férfi alakítása volt 1965-ben a The Lotus Lamp című filmben, melynek koreográfusa is volt egyben. A Shaw testvérekkel több mint húsz filmet készített,
Első ismertebb szerepei, King Hu 1966-os vuhszia (wuxia) filmje, a Shaolinok szövetsége, a Golden Swallow, a The Lady Hermit után egy időre visszavonult a hongkongi filmgyártástól, és 1971-ben az Egyesült Államokba költözött, hogy férjhez menjen.
1992-ben tért vissza Hongkongba és televíziós filmekben játszott. Nagy mozis visszatérése volt 2000-ben az Ang Lee által rendezett Tigris és sárkány. Ez utóbbi volt az első olyan harcművészeti filmje, melyben bűnöző szerepét kapta meg. 2004-ben egy televíziós minisorozatban, a Watery Moon, Hollow Sky-ban játszott, ami az ázsiai-amerikai televízióban Paradise címen futott.

## Filmográfia
| Év   | Cím                                                        |
| ---- | ---------------------------------------------------------- |
| 1964 | Lover's Rock (情人石)                                      |
| 1964 | The Last Woman of Shang (妲己)                             |
| 1965 | The Lotus Lamp (寶蓮燈)                                    |
| 1965 | Song of Orchid Island (蘭嶼之歌)                           |
| 1966 | A shaolinok szövetsége (大醉俠)                            |
| 1966 | Princess Iron Fan (鐵扇公主)                               |
| 1966 | The Joy of Spring (歡樂青春)                               |
| 1967 | Blue Skies (艷陽天)                                        |
| 1967 | The Dragon Creek (龍虎溝)                                  |
| 1967 | Hong Kong Nocturne (香江花月夜)                            |
| 1967 | Operation Lipstick (諜網嬌娃)                              |
| 1967 | The Thundering Sword (神劍震江湖)                          |
| 1968 | Golden Swallow (金燕子)                                    |
| 1968 | The Jade Raksha (玉羅剎)                                   |
| 1968 | That Fiery Girl (紅辣椒)                                   |
| 1969 | Dragon Swamp (毒龍潭)                                      |
| 1969 | A repülő tőr (飛刀手)                                      |
| 1969 | The Golden Sword (龍門金劍)                                |
| 1969 | Raw Courage (虎膽)                                         |
| 1970 | Brothers Five (五虎屠龍)                                   |
| 1970 | Lady of Steel (荒江女俠)                                   |
| 1971 | The Lady Hermit (鍾馗娘子)                                 |
| 1971 | The Shadow Whip (影子神鞭)                                 |
| 1971 | The Patriotic Heroine (拼命娘子)                           |
| 1972 | The Yellow Muffler (玉女嬉春)                              |
| 1973 | None But the Brave (鐵娃)                                  |
| 1974 | Whiplash (虎辮子)                                          |
| 1982 | Lunatic Frog Women (烈日女娃人)                            |
| 1983 | All the King's Men (天下第一)                              |
| 1988 | Painted Faces (七小福)                                     |
| 1993 | Flirting Scholar (唐伯虎點秋香)                            |
| 1993 | Kidnap Of Wong Chak Fai (綁架黃七輝)                       |
| 1994 | From Zero to Hero (亂世超人)                               |
| 1994 | Az istenek a fejükre estek Kínában is (非洲超人)           |
| 1994 | Kung Fu Mistress (神鳳苗翠琴)                              |
| 1994 | Lover's Lover (情人的情人)                                 |
| 1994 | Wing Chun (詠春)                                           |
| 1996 | How to Meet the Lucky Stars (運財五福星)                   |
| 1997 | The Spirit of the Dragon (老鼠龍之猛龍過港)                |
| 1999 | Four Chefs and a Feast (四個廚師一圍菜)                    |
| 1999 | A Man Called Hero (中華英雄)                               |
| 1999 | The Truth About Jane and Sam (真心話)                      |
| 2000 | Fist Power (生死拳速)                                      |
| 2000 | Tigris és sárkány (臥虎藏龍)                               |
| 2000 | Lavender (薰衣草)                                          |
| 2001 | The Legend of Black Mask/Shadow Mask (武神黑俠)            |
| 2002 | Fehér sárkány, vörös tigris (龍騰虎躍)                     |
| 2002 | Naked Weapon (赤裸特工)                                    |
| 2002 | Book and Sword, Gratitude and Revenge (书剑恩仇录)         |
| 2004 | Sex and the Beauties (性感都市)                            |
| 2004 | The Miracle Box (天作之盒)                                 |
| 2004 | Chinese Paladin (televíziós sorozat)                       |
| 2005 | Széttört szívek háza                                       |
| 2005 | Insuperable Kid (無敵小子霍元甲)                           |
| 2006 | Women of Times (至尊红颜, televíziós sorozat)              |
| 2006 | The Yang Sisters (televíziós sorozat)                      |
| 2007 | A szellemek havában                                        |
| 2007 | Special Boys (功夫好男兒)                                  |
| 2007 | Shanghai Baby                                              |
| 2007 | The Counting House (藏)                                    |
| 2008 | Kung Fu Killer                                             |
| 2008 | Love Under the Sign of the Dragon                          |
| 2009 | Basic Love (愛情故事)                                      |
| 2009 | Street Fighter: The Legend of Chun-Li                      |
| 2009 | Blood Ties (還魂)                                          |
| 2009 | Taishan Kung Fu (泰山功夫)                                 |
| 2010 | Here Comes Fortune (財神到)                                |
| 2010 | Flirting Scholar 2 (唐伯虎點秋香2之四大才子)               |
| 2011 | Coming Back (回馬槍)                                       |
| 2011 | Legendary Amazons (楊門女將之軍令如山)                     |
| 2011 | Let Love Come Back (讓愛回家)                              |
| 2011 | Shanghai Hotel                                             |
| 2011 | Double Bed Treaty (雙人床條約)                             |
| 2011 | Speed Angels (極速天使)                                    |
| 2011 | My Wedding and Other Secrets                               |
| 2012 | Imperial Bodyguard (御前侍衛)                              |
| 2012 | Give Me Five (五行攻略)                                    |
| 2014 | Lilting                                                    |
| 2014 | The Scroll of Wing Chun White Crane (永春白鹤拳之擎天画卷) |
| 2014 | The Eyes of Dawn (黎明之眼)                                |
| 2014 | Streets of Macao                                           |
| 2014 | The Bat Night                                              |
| 2015 | Bright Wedding(璀璨的婚禮)                                 |
| 2015 | Lost in Wrestling (搏击迷城)                               |
| 2016 | Good Take Too (打開我天空)                                 |
| 2017 | Love Of Hope(讓愛活下去)                                   |
| 2017 | Meditation Park                                            |
| 2019 | Flirting Scholar from the Future (唐伯虎點秋香2019)        |
| 2020 | Mulan                                                      |